# Разум в огне
«Разум в огне» (англ. Brain on Fire) — фильм-биография 2016 года совместного производства Ирландии, Канады и США. Режиссёром фильма выступал Джерард Барретт, сценаристами — Джерард Барретт и Сюзанна Кэхалан, автор одноимённой книги, на которой основан фильм. Фильм впервые был представлен 14 сентября 2016 года в Канаде на Международном кинофестивале в Торонто.

## Сюжет
Успешная девушка однажды просыпается в медицинской клинике. Она абсолютно не помнит, что с ней произошло и как она сюда попала, ведь до пробуждения она вела довольно обычный образ жизни. У неё была хорошая перспективная работа, жених, и ничто не предвещало беды. Теперь её состояние ухудшается с каждым днем. Не способные как-то повлиять на ситуацию доктора теряются в догадках о том, что стало причиной её недуга. Ставят различные диагнозы связанные с психическими расстройствами, но ни один не подтверждается.

## В ролях
| Актёр            | Роль            |
| ---------------- | --------------- |
| Хлоя Грейс Морец | Сюзанна Кэхалан |
| Дженни Слейт     | Марго           |
| Ричард Армитэдж  | Том Кэхалан     |
| Кэрри-Энн Мосс   | Рона            |
| Томас Манн       | Стивен          |
| Тайлер Перри     | Ричард          |
| Навид Негабан    | Др.Наджар       |